# Pierre Giraudet
Pierre Giraudet (né le 5 décembre 1919 en Algérie et mort le 11 avril 2007), est un chef d'entreprise français.

## Biographie
Il commence sa carrière d'ingénieur des travaux publics dans l'hydraulique, en Algérie. Devenu ingénieur des ponts et chaussées, il dirige les ports d'Alger puis du Havre, avant de rejoindre Aéroports de Paris, où il dirige notamment la construction du nouvel aéroport de Roissy-Charles-de-Gaulle,. 
Il est directeur général de la RATP de 1972 à 1975, puis PDG d'Air France de 1975 à 1984. Il est l'un des pères de la carte Orange et du contrôle automatique des billets. 
Il devient ensuite président de la Fondation de France de 1983 à 1991. Il rédige en 1988 à la demande du premier ministre d'alors, Michel Rocard, un rapport sur la sécurité routière qui fera date. Il propose des mesures qui seront peu à peu adoptées par les gouvernements : installation de ceintures de sécurité à l'arrière, création d'un apprentissage à la conduite dès 16 ans et généralisation du freinage ABS. Il avait épousé Mireille Bougourd (1924-2012).

## Publication
- Pierre Giraudet, Rapport sur la durée du travail, Paris, la Documentation française, 1980 (ISBN 9782110005038).